# Solomon Kwirkwelia
Solomon Kwirkwelia (gruz. სოლომონ კვირკველია, ur. 6 lutego 1992 w Samtredii) – gruziński piłkarz grający na pozycji prawego obrońcy. Od 2023 jest zawodnikiem klubu Al-Okhdood Club.

## Kariera klubowa
Swoją karierę piłkarską Kwirkwelia rozpoczął w klubie Zenit Petersburg. W 2010 roku zaczął grać w rezerwach tego klubu. W 2011 roku przeszedł do Rubinu Kazań. 22 lipca 2011 zadebiutował w Priemjer-Lidze w wygranym 1:0 wyjazdowym meczu z Terekiem Grozny. W sezonie 2011/2012, w którym grał również w rezerwach Rubinu, zdobył Puchar Rosji.
Latem 2012 roku Kwirkwelia został wypożyczony do grającego w Pierwszej Dywizji Nieftiechimika Niżniekamsk. Zadebiutował w nim 16 lipca 2012 w zremisowanym 1:1 domowym meczu z SKA-Eniergija Chabarowsk. W Niefiechimiku spędził pół roku, po czym wrócił do Rubinu. W Rubinie grał do 2017 roku.
W 2017 roku Kwirkwelia został wypożyczony, a następnie sprzedany za 2,5 miliona euro do Lokomotiwu Moskwa. W Lokomotiwie zadebiutował 5 marca 2017 w wygranym 3:0 wyjazdowym meczu z Krylją Sowietow Samara. Wraz z Lokomotiwem wywalczył mistrzostwo Rosji w sezonie 2017/2018 i zdobył dwa Puchary Rosji w sezonach 2016/2017 i 2018/2019.
W 2020 roku Kwirkwelię wypożyczono do Rotoru Wołogograd, w którym swój debiut zaliczył 26 sierpnia 2020 w przegranym 0:1 domowym meczu ze Spartakiem Moskwa. W Rotorze spędził rok.
W październiku 2021 Kwirkwelia przeszedł na zasadzie wolnego transferu do ukraińskiego klubu Metalist 1925 Charków, w którym swój debiut zanotował 22 października 2021 w zwycięskim 4:0 domowym spotkaniu z Inhułeciem Petrowe.
| Sezon   | Klub                      | Kraj  | Rozgrywki        | Mecze | Bramki |
| ------- | ------------------------- | ----- | ---------------- | ----- | ------ |
| 2010    | Zenit-2 Petersburg        | Rosja | Wtoroj diwizion  | 9     | 0      |
| 2011/12 | Rubin Kazań               | Rosja | Priemjer-Liga    | 8     | 1      |
| 2011/12 | Rubin-2 Kazań             | Rosja | Wtoroj diwizion  | 17    | 0      |
| 2012/13 | Rubin Kazań               | Rosja | Priemjer-Liga    | 3     | 0      |
| 2012/13 | Nieftiechimik Niżniekamsk | Rosja | Pierwyj diwizion | 18    | 0      |
| 2013/14 | Rubin Kazań               | Rosja | Priemjer-Liga    | 18    | 0      |
| 2014/15 | Rubin Kazań               | Rosja | Priemjer-Liga    | 29    | 1      |
| 2015/16 | Rubin Kazań               | Rosja | Priemjer-Liga    | 29    | 1      |
| 2016/17 | Lokomotiw Moskwa          | Rosja | Priemjer-Liga    | 12    | 0      |
| 2017/18 | Lokomotiw Moskwa          | Rosja | Priemjer-Liga    | 29    | 2      |
| 2018/19 | Lokomotiw Moskwa          | Rosja | Priemjer-Liga    | 30    | 1      |
| 2019/20 | Lokomotiw Moskwa          | Rosja | Priemjer-Liga    | 9     | 0      |
| 2020/21 | Rotor Wołgograd           | Rosja | Priemjer-Liga    | 19    | 0      |

## Kariera reprezentacyjna
W reprezentacji Gruzji Kwirkwelia zadebiutował 5 marca 2014 w wygranym 2:0 towarzyskim meczu z Liechtensteinem, rozegranym w Tbilisi. W 77. minucie tego meczu zmienił Akakiego Chubitę.

## Odznaczenia
- Order Honoru – 2024[1][2][3][4]